# Веннер, Доминик
Доминик Веннер (фр. Dominique Venner; 16 апреля 1935, Париж — 21 мая 2013, Париж) — французский историк, журналист и публицист. Веннер был членом OAS (Секретная вооруженная организация), затем стал европейским националистом, основав организацию Европа — Действие, после чего ушел из политики в 1971 году и сосредоточился на карьере историка. Специализировался на военной и политической истории. На момент смерти он был редактором выходящего раз в два месяца исторического журнала La Nouvelle Revue d'Histoire. 21 мая 2013 г. Веннер окончил жизнь самоубийством в соборе Парижской Богоматери в знак протеста против легализации однополых браков во Франции.

## Биография

### Юность
Родился в Париже в семье архитектора, который был членом "Французской народной партии" Жака Дарио. Веннер добровольцем пошел на алжирскую войну и служил до октября 1956 года. По возвращении во Францию он присоединился к движению Jeune Nation (рус. Молодая нация). После жестокого подавления венгерской революции 1956 года он участвовал в разгроме офиса Французской коммунистической партии 7 ноября 1956 года. Вместе с Пьером Сидосом он участвовал в создании недолговечной Parti Nationaliste (рус. Партии националистов) и был вовлечен в Mouvement populaire du 13-mai (рус. Народное движение 13 мая), возглавляемое генералом Шассеном. Будучи членом Organisation armée secrète (рус. Секретная вооружённая организации), он был заключен на 18 месяцев в тюрьму Санте как политически нежелательный элемент. В 1962 г. он был освобожден.

### Политическая литература и активизм
Осенью 1962 г., выйдя из тюрьмы, Веннер написал манифест Pour une critique positive (рус. К позитивной критике), который некоторые сравнивают с "Что делать?" Владимира Ленина, поскольку он стал "основополагающим текстом целого сегмента ультраправых". В манифесте Веннер рассмотрел причины провала путча генералов 1961 года и раскола между "националами" ("nationaux") и "националистами" ("nationalistes") и призвал к созданию единой революционно-националистической организации, которая была бы "монолитной и иерархической" и состояла из молодых, "дисциплинированных и преданных" националистических боевиков, готовых к бою.
В январе 1963 г. вместе с Аленом де Бенуа он создал движение и журнал Europe-Action (рус. Европа — Действие), который впоследствии возглавил. В дальнейшем он основал издательство Éditions Saint-Just, работавшее параллельно с Europe-Action и состоявшее из националистов, европеистов, членов Fédération des étudiants nationalistes (рус. Федерация студентов-националистов), бывших членов OAS, молодых боевиков и бывших коллаборационистов, таких как Люсьен Ребате. Он был членом Groupement de recherche et d'études pour la civilisation européenne (GRECE, рус. Группа по исследованию и изучению европейской цивилизации) с момента ее основания и до 1970-х годов. Вместе с Тьерри Мольнье он создал Institut d'études occidentales (IEO, рус. Институт западных исследований) и его журнал Cité-Liberté (рус. Город - Свобода), основанный в 1970 году. IEO было предприятием, работавшим параллельно и в тандеме с GRECE, и привлекало многочисленных интеллектуалов, в том числе Роберта Арона, Пьера Дебрей-Ритцена, Томаса Мольнара, Жюля Моннеро, Жюля Ромена, Луи Ружье, Раймонда Руйера и Поля Серанта. IEO была антикоммунистической, выступала против того, что она считала "подрывом психики", и поддерживала западные ценности. IEO распалось в 1971 г., в том же году Веннер прекратил всякую политическую деятельность, чтобы сосредоточиться на карьере историка.

### Карьера историка
Веннер был специалистом по оружию и охоте и написал несколько книг на эти темы. Основными его историческими работами были: Baltikum (1974), Le Blanc Soleil des vaincus (руc. Белое солнце побежденных) (1975), Le Cœur rebelle (рус. Мятежное сердце) (1994), Gettysburg (1995), Les Blancs et les Rouges (рус. Белые и красные) (1997), Histoire de la Collaboration (История сотрудничества) (2000) и Histoire du terrorisme (рус. История терроризма) (2002). Его Histoire de l'Armée rouge (рус. История Красной армии) в 1981 г. была удостоена премии Broquette-Gonin по истории, присуждаемой Французской академией.
В 1995 г. Веннер по совету своего друга Франсуа де Гросувра опубликовал книгу Histoire critique de la Résistance (рус. Критическая история Сопротивления), в которой подчеркивается сильное влияние и присутствие в движении Сопротивления французских националистов (часто называемых "вишисто-резистантами"). Эта работа подверглась критике за то, что в ней не проанализировано отношение маршала Филиппа Петена к Сопротивлению.
В 2002 г. Веннер написал книгу Histoire et tradition des Européens (История и традиция европейцев), в которой изложил общие, по его мнению, культурные основы европейской цивилизации и изложил свою теорию "традиционализма" (концепция, которая, в частности, оценивает специфику каждого общества и цивилизации).
Веннер занимал должность главного редактора журнала Enquête sur l'histoire (рус. Историческое расследование) вплоть до его расформирования в конце 1990-х гг. В 2002 г. он создал журнал La Nouvelle Revue d'Histoire (рус. Новое историческое обозрение; в 2006 г. временно переименован в NRH), выходящий раз в два месяца и посвященный исторической тематике. В журнале публиковались Бернар Луган, Жан Тюлар, Эмерик Шопрад, Жан Мабир, Франсуа-Жорж Дрейфус, Жаклин де Ромийи, а также бывшие министры Макс Галло и Ален Деко. Он был одним из ведущих радиопрограммы на "Радио Куртуази".
Некоторые из его книг переведены на английский, немецкий, испанский, португальский, итальянский, русский и украинский языки.

## Критическое восприятие
Как уже отмечалось выше, за одну из своих исторических работ Веннер был удостоен престижной премии Французской академии наук.
Когда появилась информация о возможном роспуске NRH, журналист Кристиан Брозио (среди прочих) встал на его защиту, заявив, что журнал был уникален по эстетике подачи материала, оригинальности трактовки тем, глубине анализа и качеству авторов. Политолог Гвендаль Шатон утверждает, что Веннер "включился в стратегию поиска вновь обретенной респектабельности интеллектуала", которую он использовал для "инструментализации истории, чтобы поставить ее на службу культурной борьбе", и что "традиционализм" Веннера и его приверженность "европейской истории и традиции" - это всего лишь "риторическая ширма", призванная "скрыть" "идеологическую преемственность" от его прежнего политического активизма. Шатон также утверждает, что Веннер использует свое историческое обозрение в журнале для "манипулирования историей" под прикрытием различных риторических приемов.
Профессор университета Кристофер Флад отмечает, что журнал в целом придерживается правых взглядов, комментируя это следующим образом: "[...] общий колорит был настойчиво, хотя и тонко, ревизионистским". Придерживаясь взглядов Эмерика Шопрада на конфликт цивилизаций, NRH не содержит откровенно расистских тем. В одной из редакционных статей Веннер заметил: "Японцы, евреи, индусы и другие народы обладают тем сокровищем, которое позволило им противостоять опасностям истории и не исчезнуть. Их несчастье в том, что большинство европейцев, и особенно французов, настолько пропитаны универсализмом, что это сокровище отсутствует".

## Самоубийство
21 мая 2013 г. около 16 ч. Веннер окончил жизнь самоубийством с помощью огнестрельного оружия в соборе Парижской Богоматери, в результате чего из собора было эвакуировано около 1500 человек. Веннер был противником мусульманской иммиграции во Францию и Европу, а также американизации европейских ценностей и - совсем недавно - легализации однополых браков во Франции. Несмотря на выбор собора Парижской Богоматери в качестве места самоубийства, Веннер не был христианином. Он был практикующим язычником, но при этом почитателем христианской цивилизации.
Всего несколькими часами ранее он оставил в своем блоге запись, посвященную предстоящим акциям протеста против легализации однополых браков. В этом сообщении Веннер одобряет возмущение демонстрантов "позорным законом", но выражает сомнение в эффективности уличных протестов для осуществления социальных изменений. Он упрекает демонстрантов в том, что они игнорируют угрозу "афро-магрибской иммиграции", которая, по его прогнозам, приведет к "полному замещению населения Франции и всей Европы". Он предупреждает: "Мирных уличных протестов будет недостаточно, чтобы предотвратить это. [...] Потребуются новые, показательные и символические действия, способные пробудить «усыплённое сознание» [...] Мы вступаем в период, когда слова должны быть подкреплены действиями".
В письме, направленном коллегам по "Радио Куртуази", он характеризует свое самоубийство как "бунт против всепроникающих индивидуальных желаний, которые разрушают якоря нашей идентичности, в частности, семью, интимную основу нашего многомиллионного общества". Он объясняет свое решение окончить жизнь самоубийством в соборе: "Я выбрал в высшей степени символическое место, которое я уважаю и которым восхищаюсь". По словам настоятеля собора Парижской Богоматери, Веннер оставил после себя письмо для следователей. Впоследствии стало известно, что в момент самоубийства Веннер страдал от серьезного заболевания.
Вскоре после сообщения о его смерти ряд ультраправых деятелей отдали дань уважения Веннеру и высоко оценили его публичное самоубийство. Марин Ле Пен опубликовала твит: "Все наше уважение Доминику Веннеру, чей последний жест, в высшей степени политический, заключался в попытке пробудить народ Франции". Брюно Гольниш назвал его "чрезвычайно блестящим интеллектуалом", чья смерть стала "протестом против декаданса нашего общества".
Другие пытались дистанцироваться от Веннера. Фригида Баржо, представительница движения против однополых браков La Manif pour tous (LMPT), заявила журналистам, что Веннер никогда не был членом ее движения: "Этот господин принадлежал к движению, известному как "Французская весна", которое не имеет к нам никакого отношения и которое мы давно осудили". Она охарактеризовала его самоубийство как "изолированный личный акт, очень жестокий, демонстративный и отчаянный".